# مركز جابر الأحمد للتصوير الجزيئي
مركز جابر الأحمد للطب النووي والتصوير الجزئي هو مركز متخصص بالعلوم الطبية والبحثية قامت مؤسسة الكويت للتقدم العلمي بأنشائه عام 2013 بالتعاون مع وزارة الصحة الكويتية وجامعة الكويت.

## معايير المركز
يستند المركز لمعايير عالمية وطبية عالمية المستوى ويعد المركز الأكبر في دولة الكويت وعلى المستوى الإقليمي في مجال الطب النووي، بمرافقه وتجهيزاته.

## أعمال المركز
يعمل المركز بتشخيص الأمراض المستعصية واكتشاف حلول علاجية بالإضافة لإيجاد أدوات متطورة للتصوير الجزيئي ثلاثي الأبعاد، ودعم الباحثين في هذا المجال.

## جوائز
حصل المركز حديثاً على جائزة أفضل ملصق علمي وذلك خلال المؤتمر العالمي للطب النووي والتصوير الجزئي لعام 2020، وحصل المركز على شهادة الجودة الأوروبية "EARL" في التصوير الجزيئي لمعايير جودة التصوير البوزيتروني.